# Brendan Green
Brendan Green (Hay River, 4 novembre 1986) è un ex biatleta canadese.

## Biografia

### Stagioni 2004-2015
Brendan Green, attivo dalla stagione 2003-2004, ai Mondiali juniores di Val Martello 2007 ha vinto la medaglia di bronzo nella staffetta; ha esordito in Coppa del Mondo il 14 dicembre 2008 a Hochfilzen in staffetta (7º), ai Campionati mondiali a Pyeongchang 2009, classificandosi 80º nell'individuale, 80º nella sprint e 16º nella staffetta, e ai Giochi olimpici invernali a Vancouver 2010, piazzandosi 10º nella staffetta. Nella stessa stagione ai Mondiali di Chanty-Mansijsk 2010 è stato 11º nella staffetta mista; in quella successiva ai Mondiali di Chanty-Mansijsk 2011 si è classificato 63º nell'individuale, 90º nella sprint e 11º nella staffetta.
Ai XXII Giochi olimpici invernali di Soči 2014 si è piazzato 21º nell'individuale, 23º nella sprint, 35º nell'inseguimento, 9º nella partenza in linea, 6º nella staffetta e 10º nella staffetta mista; il 22 gennaio 2015 ha ottenuto nella sprint di Anterselva il miglior risultato individuale in Coppa del Mondo (5º) e ai successivi Mondiali di Kontiolahti 2015 è stato 21º nell'individuale, 21º nella sprint, 16º nell'inseguimento, 21º nella partenza in linea, 19º nella staffetta e 12º nella staffetta mista.

### Stagioni 2016-2019
Nella rassegna iridata di Oslo 2016 ha vinto la medaglia di bronzo nella staffetta valida anche ai fini della Coppa del Mondo (tale piazzamento sarebbe rimasto l'unico podio di Green nel massimo circuito) e si è classificato 47º nell'individuale, 35º nella sprint, 53º nell'inseguimento e 11º nella staffetta mista.

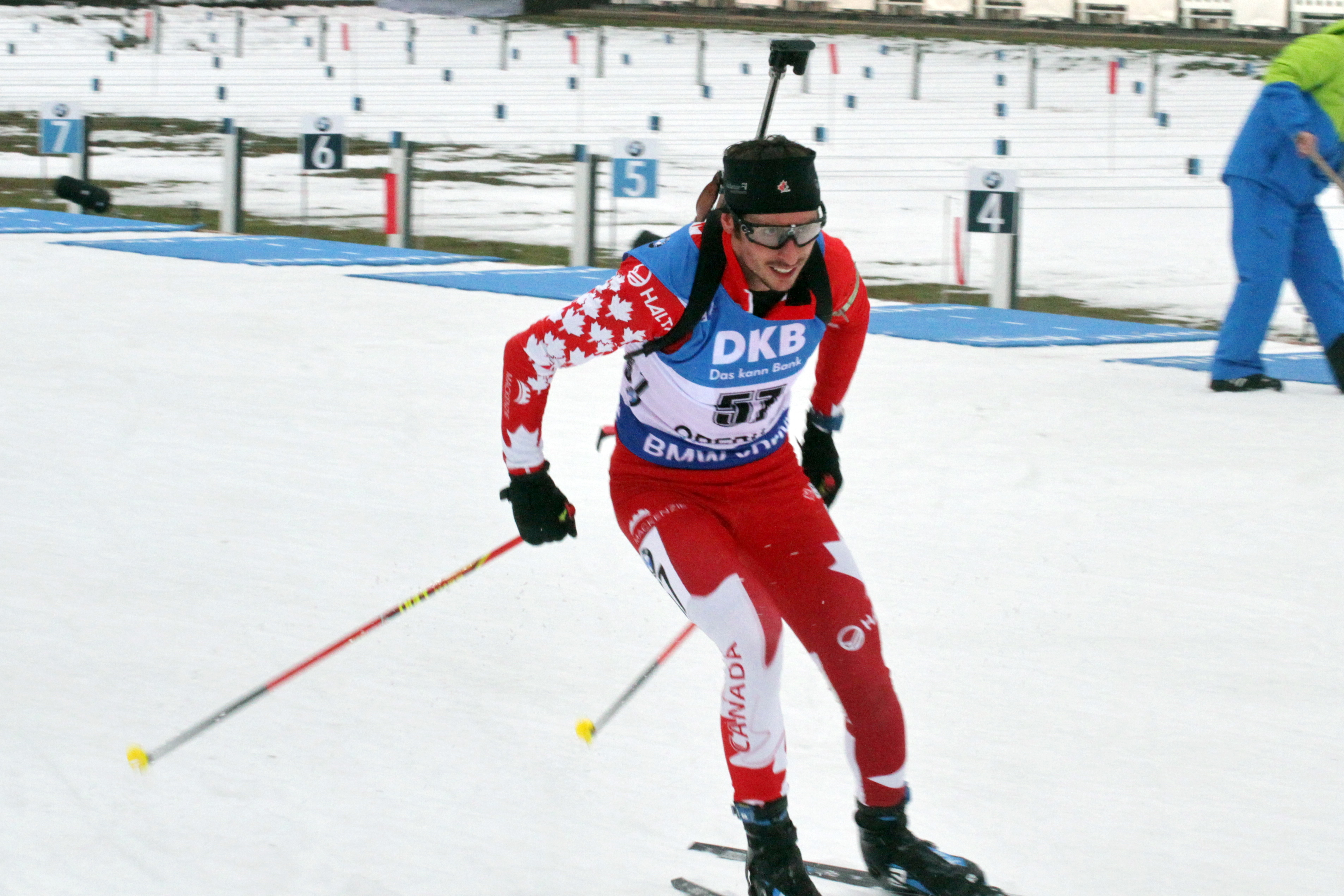
Brendan Green in gara a Oberhof nel 2018

Ai Mondiali di Hochfilzen 2017, sua ultima presenza iridata, si è piazzato 86º nell'individuale, 38º nella sprint, 52º nell'inseguimento, 13º nella staffetta e 13º nella staffetta mista e ai XXIII Giochi olimpici invernali di Pyeongchang 2018, suo congedo olimpico, è stato 22º nell'individuale, 82º nella sprint, 11º nella staffetta e 12º nella staffetta mista. Si è ritirato durante la stagione 2018-2019 e la sua ultima gara in carriera è stata la staffetta di Coppa del Mondo disputata a Canmore l'8 febbraio, chiusa da Green al 10º posto.

## Palmarès

### Mondiali
- 1 medaglia:
  - 1 bronzo (staffetta[1] a Oslo 2016)

### Mondiali juniores
- 1 medaglia:
  - 1 bronzo (staffetta a Val Martello 2007)

### Coppa del Mondo
- Miglior piazzamento in classifica generale: 32º nel 2015